# 睛斑腹囊海龍
睛斑腹囊海龍（学名：Microphis ocellatus），為輻鰭魚綱棘背魚目海龍魚科的其中一種，分布於亞洲斯里蘭卡及印尼的淡水、半鹹水水域，體長可達12.5公分，棲息在溪流及河口區的水藻床，卵胎生。